# バイランドレ・ドルフ
バイランドレ・ドルフ（Byrhandre Dolf、2003年7月4日 - ）は、南アフリカ共和国の女子ラグビー選手。

## プロフィール
- 南アフリカ出身[1]。
- ポジションはスタンドオフ(SO)。
- 身長 165cm、体重 61kg
- 女子南アフリカ共和国代表に選ばれたことがある。

## 略歴
2024年、パリ五輪の7人制女子南アフリカ共和国代表に選ばれた。